# Rudolf Friedrich Kurz
Pour les articles homonymes, voir Kurz.

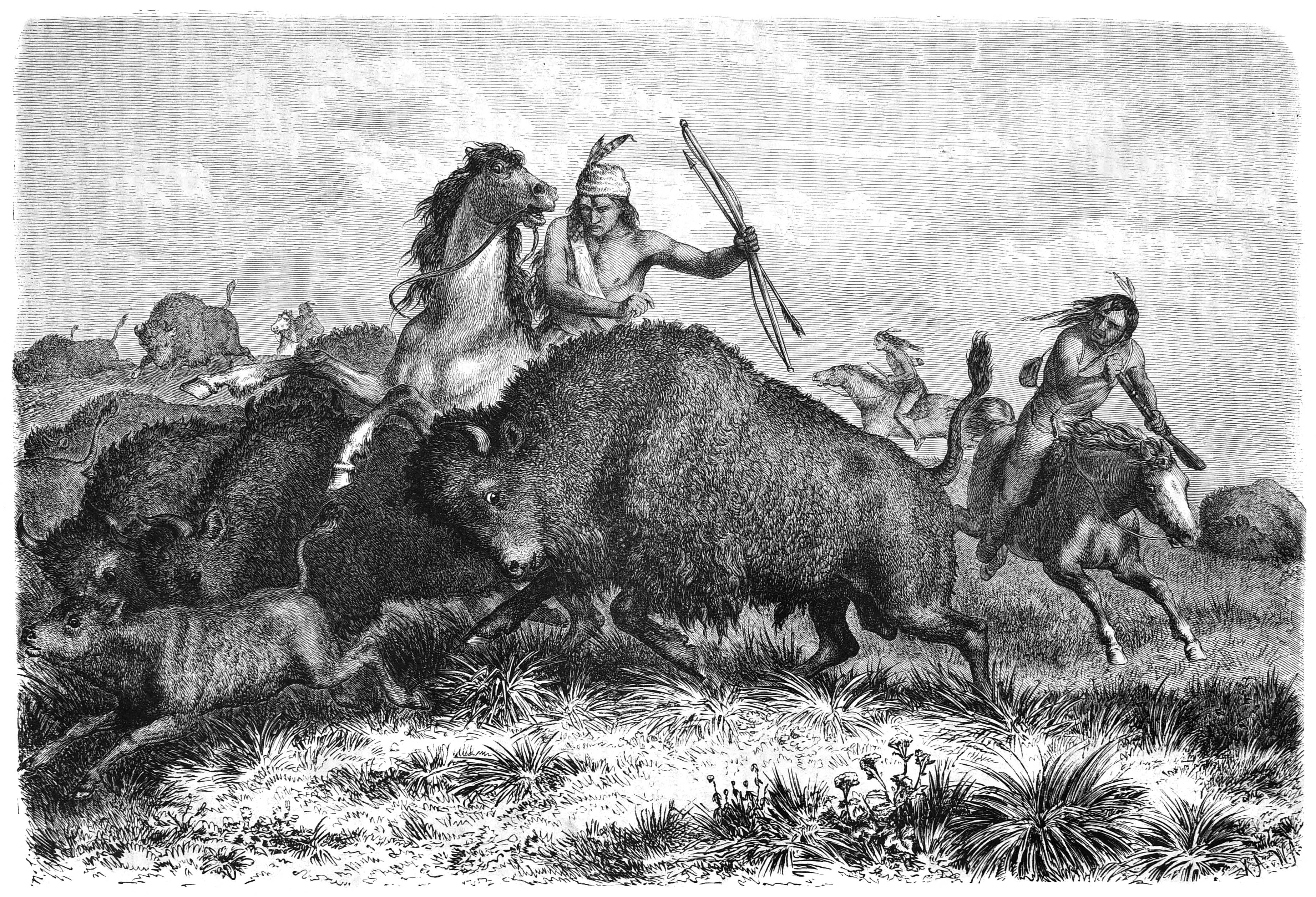
Die Gartenlaube (La Chasse au bison).

Rudolph Friederich Kurz (1818–1871) est un peintre suisse et un écrivain qui voyagea aux États-Unis d'Amérique au XIXe siècle, plus particulièrement le long du Missouri (pendant six ans) et du Mississippi.
Il croqua les scènes de la vie quotidienne des figures amérindiennes (Iowa en 1851 et La Bombarde en 1852, au musée d'histoire de Berne).